# Christus Koningkerk (Sittard)
De Christus Koningkerk is een rooms-katholiek kerkgebouw te Sittard, gelegen aan Leyenbroekerweg 109.

## Geschiedenis
Deze kerk is de voormalige kloosterkerk van het klooster van de Priesters van het Heilig Hart.. Het betreft een groot gebouwencomplex van 1889 en jonger. De gebouwen zijn gegroepeerd om twee vinnenplaatsen. De oudste bebouwing is deels neogotisch. Er is een Andreaskapel, een klooster, een missiecollege en gymnasium. Uitbreidingen vonden plaats in 1896, 1900, 1910 en 1913.
Jos Wielders ontwierp de niet-georiënteerde kloosterkerk, die in 1928 werd gebouwd. Het is een driebeukige kerk met een rond koor met straalkapellen. In 1942 werd het klooster opgeheven en in 1950 werd de kerk een parochiekerk.

## Kerkgebouw
De kerk is gebouwd als een betonnen constructie, opgevuld met baksteen. Aan de oostzijde is de lichtbeuk met vier kappen. Hierin bevinden zich glas-in-loodramen, ook aan de westzijde zijn er twee van dergelijke ramen. Ze werden vervaardigd door Paul Bücher van atelier Deppen te Osnabrück en hebben als thema Christus Koning. Aan de zuidoostzijde bevindt zich een bakstenen toren in een bouwstijl die zweemt naar de Amsterdamse School (baksteenexpressionisme). De kerkruimte is wit gepleisterd en wordt overwelfd door een spitsbooggewelf.